# Казанин, Марк Исаакович
Марк Исаакович Казанин (псевдонимы Таневский, Лотов; 12 [24] февраля 1899, Кривой Рог, Херсонская губерния — 1972, Москва) — советский востоковед, историк, географ, литератор.

## Биография
Родился 12 (24) февраля 1899 года в местечке Кривой Рог в семье Исаака Казанина и Екатерины Лифшиц.
В 1906 году вместе с семьёй переехал в Харбин, откуда впоследствии родители и брат уехали в США.
В 1917—1920 годах учился в Харбинском мужском 8-классном коммерческом училище, которое окончил с золотой медалью, затем в Восточном институте (Владивосток). В 1920—1921 годах — 1-й секретарь дипломатической миссии Дальневосточной республики в Китае.
С 1922 года — преподаватель Московского института востоковедения, по направлению которого в 1923 году был слушателем Лейпцигского университета.
В 1924—1926 годах — секретарь представительства ВСНХ в Лондоне, где получил диплом китайского отделения Восточного института Лондонского университета.
В 1926—1927 годах — сотрудник военной миссии штаба Главного военного советника Национально-революционной армии Китая В. К. Блюхера.
В 1927—1932 годах — преподаватель КУТК, с 1932 года — преподаватель КУТВ, ИКП, Московского института востоковедения, географического факультета МГУ. Сотрудник НИИ по Китаю и ИМХиМП.
Не позднее 5 сентября 1937 года арестован и 4 декабря 1937 года осуждён Особым совещанием НКВД СССР на 5 лет исправительно-трудовых лагерей. 10 сентября 1942 года освобождён из Ухтижемлага (Коми АССР). 
Повторно арестован в 1951 году и 22 сентября 1951 года осуждён Особым совещанием при МГБ СССР на 15 лет исправительно-трудовых лагерей по статье 58-1а УК РСФСР. 28 июля 1956 года освобождён из лагеря в Омской области и реабилитирован. Реабилитирован по первому делу в 1957 году. 
После освобождения занимался историей русско-китайских отношений, переводами и публикацией источников по истории Китая.
Умер в 1972 году в Москве.
Брат американского учёного Джейкоба Казанина

## Научная работа и труды
Специалист и один из основоположников экономической и региональной географии Китая. Перед арестом участвовал в коллективной работе ИМХиМП «Экономическо-географические очерки провинций Китая». Автор более 60 научных и научно-публицистических работ, переводов на китайский, японский, английский языки.
- Очерк экономической географии Китая / М.-Л., 1934—1935;
- Записки секретаря миссии. Странички истории первых лет советской дипломатии / М., 1962, 1963;
- В штабе Блюхера. Воспоминания о китайской революции 1925—1927 / М., 1966;
- Рубин эмира бухарского / М.: Детская литература, 1964. — 207 с.